# Neoherminia santiagonis
Neoherminia santiagonis är en fjärilsart som beskrevs av William Schaus 1916. Neoherminia santiagonis ingår i släktet Neoherminia och familjen nattflyn. Inga underarter finns listade i Catalogue of Life.